# Glassell Park
Glassell Park ist ein Stadtteil im Nordosten der US-amerikanischen Millionenstadt Los Angeles.

## Bevölkerung
Laut der Volkszählung 2000 lebten dort seinerzeit 23.467 Personen. Nach der Schätzung der Planungskommission der Stadt waren es 2008 24.816 Einwohner in Glassell Park. 66,1 % rechneten sich den Latinos zu, 17,4 % gaben an Asiaten zu sein und 13,7 %, dass sie weiß seien. Das Medianeinkommen in dem Viertel betrug 2008 $50.098 pro Jahr.

## Lage
Glassel Park grenzt an die Stadt Glendale und die Stadtteile Atwater Village, Cypress Park, Eagle Rock, Echo Park, Elysian Park, Elysian Valley, Highland Park, Mount Washington und Silver Lake. Das Viertel liegt in den San Rafael Hills.

## Geschichte
Wie das Gebiet der benachbarten Stadtteile Atwater Village, Highland Park und Eagle Rock gehörte das heutige Glassell Park zur Rancho San Rafael, die 1784 von der spanischen Krone Jose Maria Verdugo übereignet worden war. In der Folge einer Zwangsvollstrecken wegen einer unbezahlten Hypothek verlor die Familie Verdugo ihr Land, das 1871 aufgeteilt wurde. Das Gebiet des Viertels fiel an die aus den Südstaaten stammenden Rechtsanwälte Andrew Glassell und Alfred Chapman. Glassell erbaute auf einem Hügel ein Haus für sich und seine Familie. Nach Glassells Tode 1901 verkauften seine Hinterbliebenen das Land, auf dem zeitentsprechend Häuser im Craftman-Stil entstanden. 
Durch eine Bahnlinie der Los Angeles Railway war das Gebiet sowohl für Arbeiter und Angestellte der Eisenbahn als auch für Pendler nach Downtown Los Angeles attraktiv. 1912 wurde Glassell Park nach Los Angeles eingemeindet. Ab 1911 errichtete die Southern Pacific den Rangierbahnhof Taylor Yard in Glassell Park, der die Bedeutung der Eisenbahnen für den Stadtteil weiter erhöhte. Ein Großteil dieser Anlagen wurde in der zweiten Hälfte der 1980er-Jahre geschlossen. Heute befindet sich dort unter anderem der Rio de Los Angeles State Park.
In den 1950er-Jahren wurde der Glendale Freeway durch die Nachbarschaft geführt, was zur Abwanderung von Einwohnern in das San Fernando Valley beitrug. Glassell Park wurde zu einem beliebten Wohnort von Immigranten aus Lateinamerika. Heute werden diese allmählich durch Gentrifizierung verdrängt.